# Maria Ohmeyer

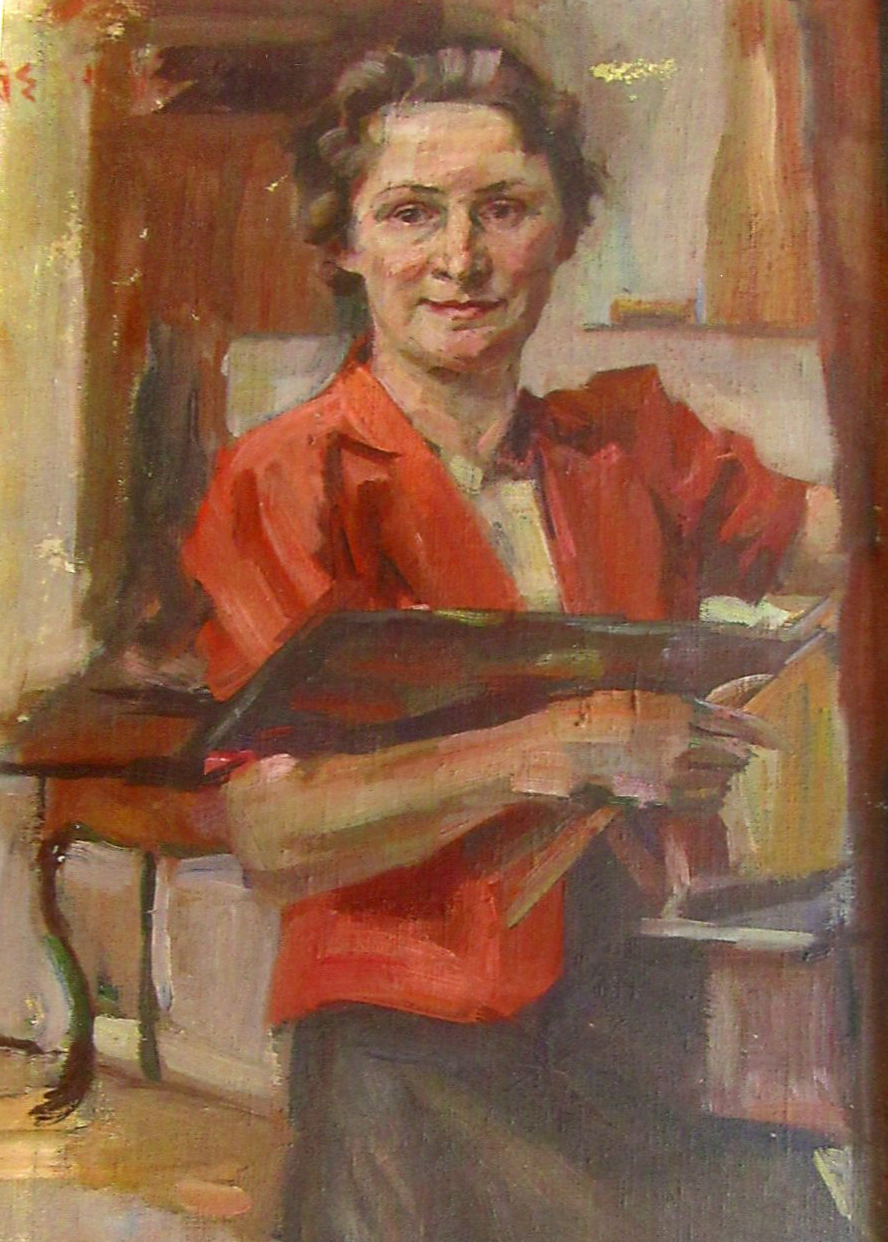
Maria v. Ohmeyer, Selbstporträt an der Staffelei, 1935

Maria  Ohmeyer, auch Maria von Ohmeyer  (* 5. September 1896 in Matzen; † 11. Juni 1983 in Poysdorf) war eine österreichische akademische Malerin.

## Leben

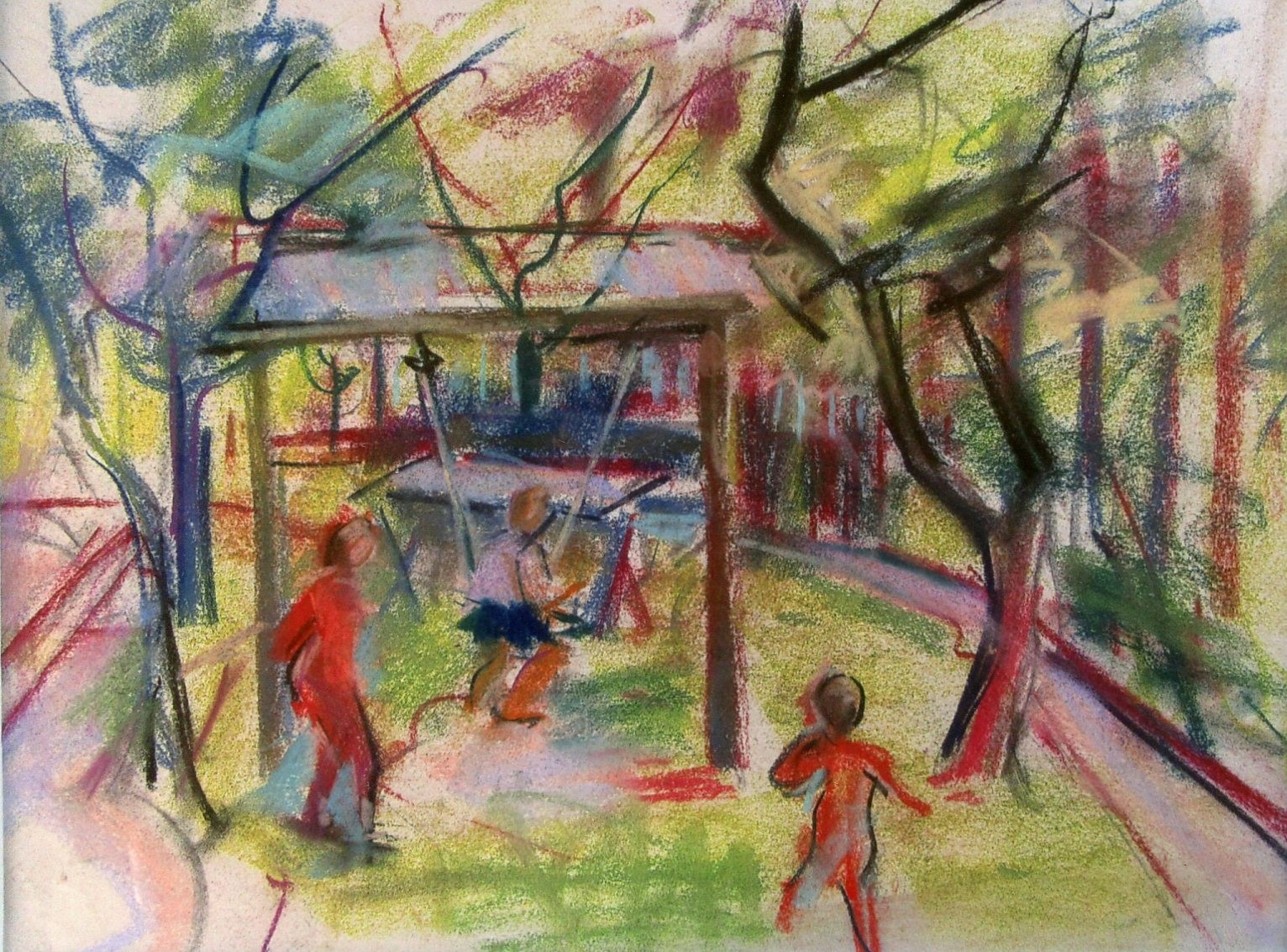
Kinderspielplatz, Pastell auf Papier

Maria Ohmeyer lebte von 1906 bis 1983 in Poysdorf und in Wien. Ihr Vater Leonhard Schmidt war Notar und ihr Großvater Ferdinand Schmidt Maler, Kupferstecher und Bildhauer. Sie stammten aus Nikolsburg in Mähren.
Ihr Studium absolvierte sie an der Wiener Frauenakademie bei Hermann Grom-Rottmayer und Carl Fahringer. Von ersterem beeinflusst verfolgte sie in ihren frühen Arbeiten eine Ton-in-Tonmalerei, von Fahringer übernahm sie in der Folge eine kräftige Palette, wo sie speziell in ihren Blumenbildern – sowohl in den Pastellen als auch in den Ölbildern – eine formal aufgelockerte Stilrichtung bevorzugte. 1923 heiratete sie den k. u. k. General Alfons Ohmeyer, dem sie 1924 den einzigen Sohn gebar. 1944 fiel Sohn Herbert im Zweiten Weltkrieg. Diesen Verlust konnte sie nie ganz überwinden. 1952 verunglückte ihr Mann tödlich bei einem Verkehrsunfall.
Als Mitglied der „Marchfelder Künstlervereinigung bildender Künstler Niederösterreichs“ stellte sie bei deren Ausstellungen aus und war bei vielen Ausstellungen des Landesverbandes der NÖ Kunstvereine im In- und Ausland vertreten. Einen guten Kontakt pflegte sie zu Franz Kaindl, Oskar Matulla, Franz Kaulfersch, Gottfried „LAF“ Wurm, Karl Korab, Heribert Potuznik, Herbert Boeckl, Rupert Feuchtmüller, Hermann Nitsch.

## Werk

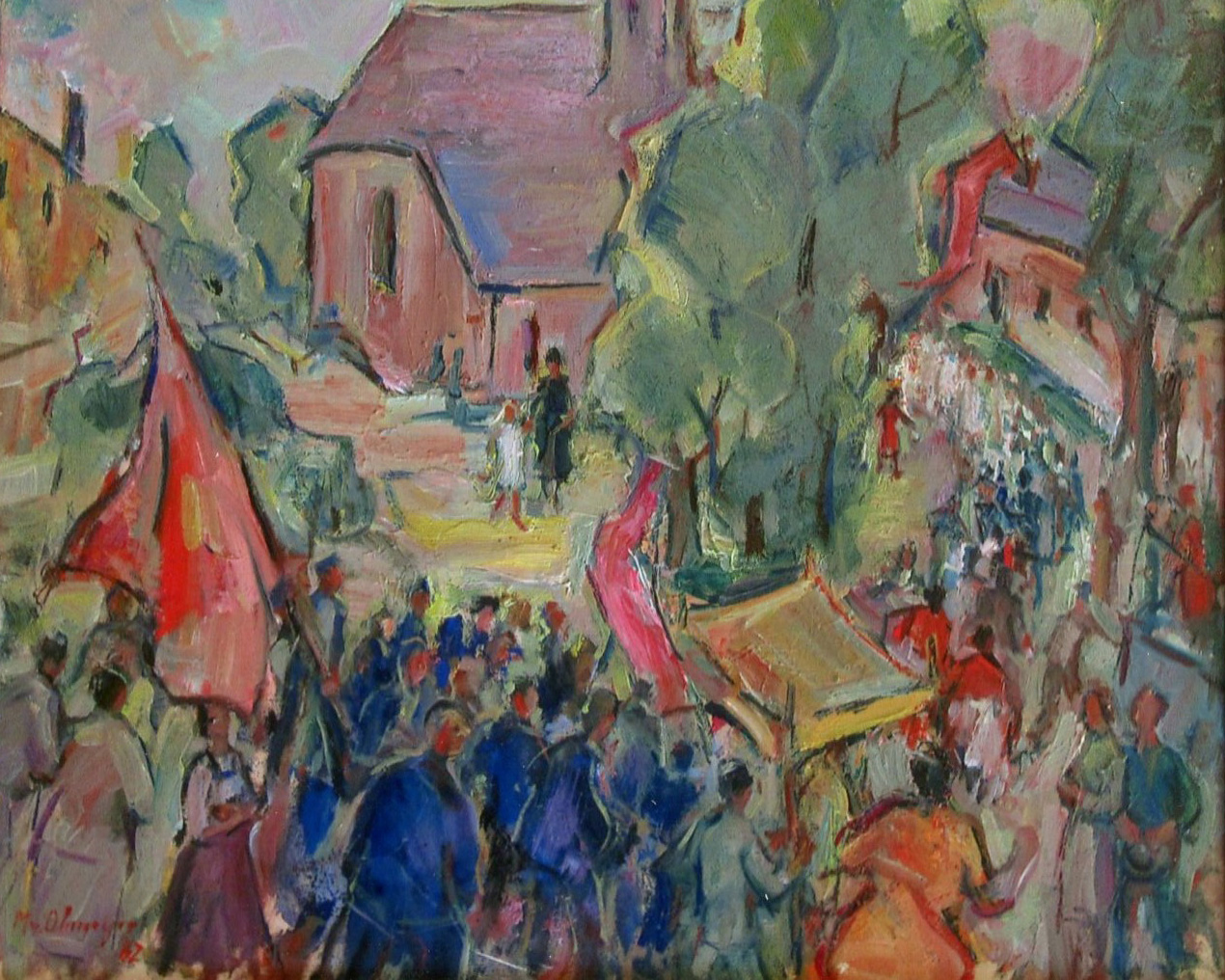
Fronleichnam, Öl auf Hartfaserplatte, 1962

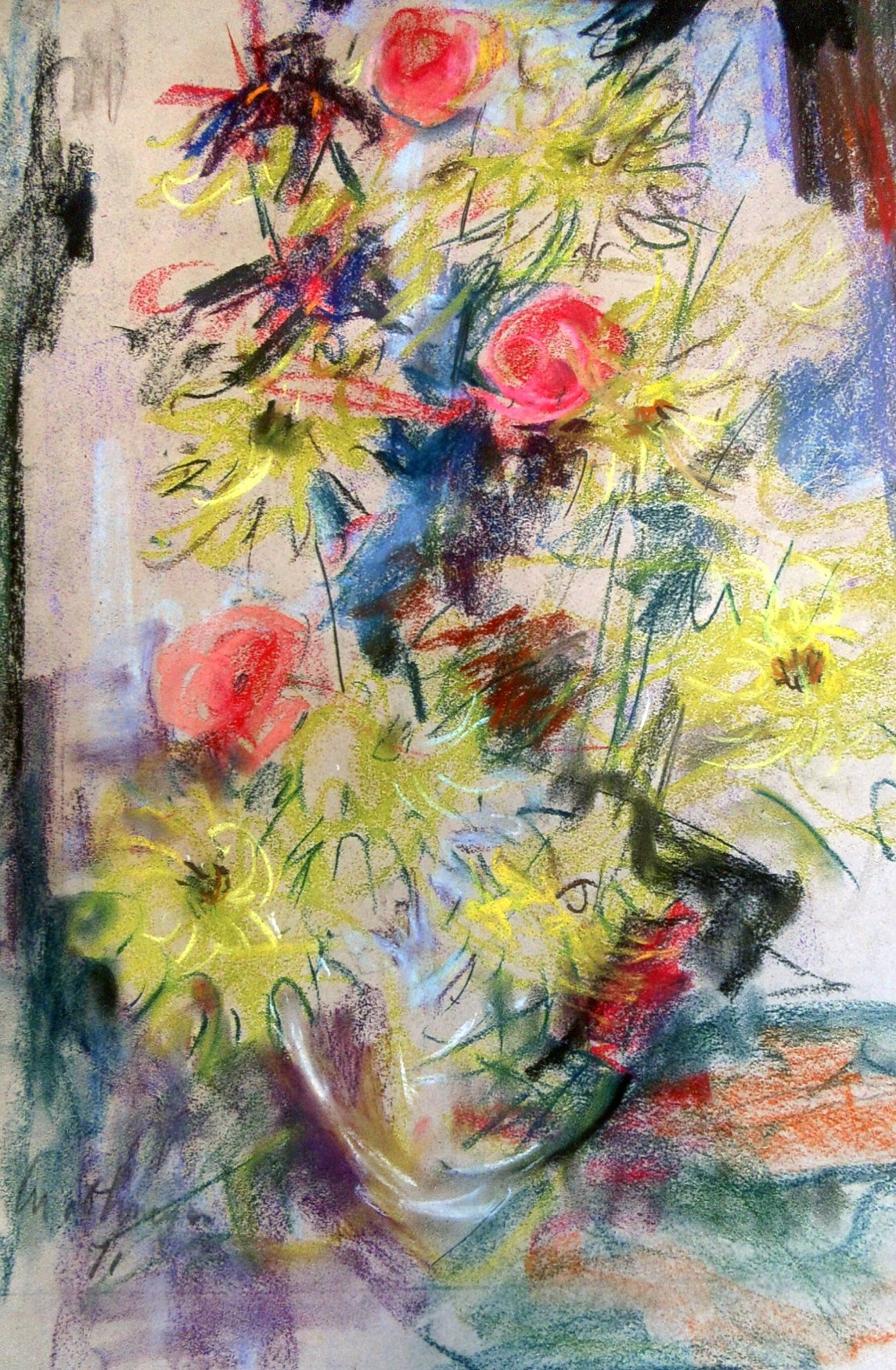
Gelbe Dahlien in Vase, Pastell auf Papier

Ihre künstlerischen Stilmittel, Themen und Techniken sind traditionell, wurzeln in der überlieferten Malkultur. Zu ihren Sujets gehören Tier- und Bewegungsstudien als Kohle- oder Kreidezeichnungen ausgeführt, letztere vielfach, der Zeit entsprechend, mit Weißerhöhungen versehen. Malgrund für die meist schnell skizzierten Zeichnungen sind die verschiedensten Papiere, Kartonreste etc.

## Ausstellungen
- 1969: Salzburger Festspiele
- 1979: Stadtmuseum, Poysdorf
- 1982: Künstler im Weinviertel, Wiener Secession[3]
- 1994: Gedächtnisstätte – Galerie im Nachtwächterhaus und Schloss Poysbrunn
- 1996: Zum 100. Geburtstag – Tag der offenen Tür, Wohnhaus Poysdorf und begleitende Ausstellung im Nachtwächterhaus
- 1998: aufmüpfig & angepasst – Frauenleben in Österreich, NÖ Landesausstellung, Schloss Kirchstetten
- 1999: Garten der Frauen, Stadtmuseum St. Pölten
- 1994–2014: Wechselnde Sonderausstellungen im ehemaligen Nachtwächterhaus, Poysdorf
- 2015: Maria-Ohmeyer-Weg, Eröffnung der Open-Air-Galerie, Poysdorf